# Richard Astre
Pour les articles homonymes, voir Astre.

a Compétitions nationales et continentales officielles uniquement.

b Matchs officiels uniquement.
Richard Astre, né le 28 août 1948 à Toulouse (Haute-Garonne), est un joueur international français de rugby à XV.
Il est considéré comme l'un des plus grands joueurs de l'histoire du rugby français, particulièrement au poste de demi de mêlée, sa capacité à apporter du soutien au près et de la continuité dans le jeu de la grande équipe de Béziers permettent justement de comparer son profil avant-gardiste à ceux de joueurs de l'ère professionnelle tels Pierre Mignoni ou Antoine Dupont.

## Biographie
Fils du troisième ligne et joueur du Stade toulousain, René Astre, Richard commence la pratique du rugby à XV dès l'âge de cinq ans au Stade toulousain,.
Très jeune, il est vite remarqué pour son talent. Il se fait alors recruter par les Biterrois de Pierre Danos au TOEC de la « Ville Rose » en 1967 (en compagnie de Jack Cantoni), club très formateur dont sont issus plusieurs internationaux, notamment Jean-Pierre Rives. Il passe de cadet en équipe première avec pour coéquipiers Élie Cester et Jean Salut. À 17 ans, il devient capitaine de l'équipe de France junior. 
En 1968, il rejoint le Bataillon de Joinville pour son service militaire, il est alors capitaine de l'équipe de France militaire. Après le titre de Champion de France Junior Reichel en 1968, Raoul Barrière le nomme capitaine de l'équipe première de l'AS Béziers pendant les années glorieuses du club. Richard Astre est le chef d'orchestre de la formation héraultaise.
Capitaine le plus jeune du Championnat de France en 1971 (il est d'ailleurs le plus jeune capitaine à avoir remporté le Championnat de France). Il est sélectionné à 12 reprises en équipe de France (6 fois capitaine), de 1971 à 1976 (faisant partie de la tournée en Afrique du Sud où il est capitaine en 1975, mais aussi des tournées en Australie en 1972 et en Argentine en 1974), et il remporte six titres seniors (1971, 1972, 1974, 1975, 1977 et 1978 - finaliste en 1976) et trois Challenge Yves du Manoir (1972, 1975 et 1977 - finaliste en 1973 et 1978) avec son club de l'AS Béziers.
Il a par ailleurs aussi remporté le Bouclier d'automne en 1971, 1972, 1975, 1977 et 1978, le Challenge Jules Cadenat en 1968, 1970, 1971, 1972, 1975, 1977 et 1978, le Championnat de France juniors en 1968, et le Championnat de France militaire en 1967. 
À cette période, le poste en équipe de France le met en concurrence avec Jacques Fouroux. Le journal L'Équipe réalise alors un sondage qui place Richard en tête avec 71,26 % des suffrages, devant Fouroux avec 13,69 et Max Barrau 12,73. 
1974-1975 fut sa plus belle saison internationale. Doté d'une très forte personnalité, il se voit préférer Jacques Fouroux à la mêlée par le staff de l'équipe de France, à la veille du Grand Chelem dans le Tournoi des Cinq Nations 1977.
Il obtient l'Oscar du Midi olympique (meilleur joueur français du championnat) en 1975.
En 1976, il manque la tournée de l'équipe de France aux États-Unis en raison d'une blessure. Il est remplacé par Bernard Vaur.
Il précède de quelques semaines Raoul Barrière lors de son départ du club en 1978, afin de poursuivre sa carrière professionnelle à la suite d'une nomination chez Adidas France. Toutefois, il revient en 1994 à la demande des dirigeants pour aider son club à remonter dans l'élite. Deux remontées successives ont contribué à réinstaller le club en première division en 1996. 
Il est nommé manager de l'équipe de France de 1991 à 1993. 
Pendant 20 ans, il est consultant sur France Info. Passionné de golf, il participe annuellement au Masters des Champions de Sainte-Maxime. 
Il est membre du comité directeur des Barbarians français. En 2006, il est décoré de la Légion d'Honneur. 
Un ouvrage lui a été consacré : Astre le rugby de lumière, par J-P Lacour, éd. Alta, en 1977.

## Palmarès
- Vainqueur de la Coupe Frantz-Reichel en 1968 avec l'AS Béziers.
- Vainqueur du Bouclier d'automne en 1970, 1971, 1974, 1976 et 1977 avec l'AS Béziers.
- Vainqueur du Championnat de France en 1971, 1972, 1974, 1975, 1977 et 1978 avec l'AS Béziers.
- Vainqueur du Challenge Yves du Manoir en 1972, 1975 et 1977 avec l'AS Béziers.
- Finaliste du Bouclier d'automne en 1972 et 1975 avec l'AS Béziers.
- Finaliste du Challenge Yves du Manoir en 1973 et 1978 avec l'AS Béziers.
- Finaliste du Championnat de France en 1976 avec l'AS Béziers.